# Peking
Peking ( výslovnost, čínsky v českém přepisu Pej-ťing, pchin-jinem Běijīng, znaky 北京) je hlavní město Čínské lidové republiky. S více než 21 miliony obyvatel je jedním z nejlidnatějších hlavních měst na světě, a po Šanghaji druhým nejlidnatějším městem v Číně. Administrativně se jedná o přímo spravované město na úrovni provincie podléhající ústřední vládě, příčemž se člení na 16 městských obvodů na úrovni okresů. Nachází se na severu Velké čínské nížiny a jeho rozloha činí 16 410,54 km². Z většiny je Peking oblopen provincií Che-pej, pouze na východě sousedí s přímo spravovaným městem Tchien-ťin; společně tyto tři celky tvoří metropolitní region Ťing-ťin-ťi, největší megalopoli v severní Číně.
Peking je globální město, a jedno z předních světových politických, obchodních, akademických, technologických a kulturních center. Je sídlem většiny z největších čínských státních společností, nejvyššího počtu společností ze žebříčku Fortune Global 500 na světě, a také čtyř největších bank na světě podle celkového objemu aktiv. V roce 2021 dosáhlo HDP Pekingu 4 biliony jüanů (~14 bilionů Kč), přičemž HDP per capita přesáhlo 28 000 $ a bylo tak nejvyšší ze všech čínských administrativních celků na provinční úrovni. Vzhledem k vysokému počtu miliardářů žijících ve městě bývá označován za „miliardářské hlavní město světa“. Peking je také významným dopravním uzlem: ve městě se nacházejí dvě mezinárodní letiště, Peking, hlavní město a nové mezinárodní letiště Peking Ta-sing; město je také centrem čínské železniční sítě a výchozím bodem jak několika vysokorychlostních železničních koridorů, tak mnoha dálnic a silnic. Pekingské metro, nejstarší v Číně, je svou délkou druhým nejdelším systémem metra na světě.
V Pekingu, který je po staletí správním a kulturním centrem země, se nachází proslulé náměstí Nebeského klidu či Zakázané město, komplex paláců a chrámů, odkud dříve vládli čínští císařové.
V roce 2008 Peking hostil XXIX. letní olympijské hry a v roce 2022 hostil XXIV. zimní olympijské hry.

## Název
Během své dlouhé historie město vystřídalo řadu různých jmen. Jeho současný název, Peking, znamená „Severní hlavní město“ (z čínských znaků 北 [pej] „sever“ a 京 [ťing] „hlavní město“). Své jméno město získalo v roce 1403 za vlády císaře Jung-le z dynastie Ming, který přesunul hlavní město z Nankingu, neboli „Jižního hlavního města“, na sever. Český název Peking je exonymum, které je založené na starším přepisu čínštiny do latinky, jenž reflektoval výslovnost slova v nankingském dialektu. Přepis názvu města, reflektující výslovnost v současné standardní čínštině, je ve standardní české transkripci čínštiny Pej-ťing, a v pchin-jinu, oficiálním systému romanizace čínštiny do latinky, je Beijing.
Jednoznaková zkratka pro Peking, užívaná například na poznávacích značkách vozidel, je 京. Oficiální zkratka Pekingu v latinském písmu je BJ.

## Historie

### Raná historie
Prvním opevněným městem na území dnešního Pekingu byl Ťi-čcheng („město Ťi“), hlavní město starověkého státu Ťi existujícího v období dynastie Čou. Za datum založení Ťi-čchengu je považován rok 1045 př. n. l., přičemž od tohoto data se počítá výročí založení samotného Pekingu. Podle historických záznamů král Wu z dynastie Čou ustanovil jako vládce státu Ťi potomky Žlutého císaře poté, co svrhnul dynastii Šang. Následně někdy mezi 11. a 8. stoletím př. n. l., během tzv. období Západní Čou, byl stát Ťi dobyt svým rivalem, větším a silnějším státem Jen. V polovině období dynastie Čou poté stát Jen přesunul své hlavní město právě do Ťi-čchengu.

### Rané císařské období
Roku 226 př. n. l. byl Ťi-čcheng, a o pár let později i celý stát Jen, dobyt státem Čchin. Po sjednocení Číny prvním císařem Čchin Š’-chuang-ti roku 221 př. n. l. a vzniku dynastie Čchin byl Ťi-čcheng určen jako správní sídlo komandérie Kuang-jang. Město se nacházelo na křižovatce dvou významných cest a sloužilo jako spojnice se severovýchodními částmi říše. Roku 215 př. n. l. císař Čchin Š’-chuang-ti navštívil Ťi-čcheng během své čtvrté inspekční cesty po císařství.
Během následující dynastie Chan byl Ťi-čcheng i nadále sídlem, proměnlivě království či komandérie Jen, nebo království či komandérie Kuang-jang. Roku 106 př. n. l., se zavedením nové úrovně správního členění, tzv. krajů čou, se Ťi-čcheng stal součástí Jou-čou (tedy „kraje Jou“), a zároveň sídlem krajského guvernéra. V této době Ťi-čcheng zůstal krajským, i když významným, městem na severovýchodní hranici. Pád dynastie Chan v roce 220 znamenal počátek více než tři století trvající chaotické epochy v severní Číně. Během období tří říší Ťi-čcheng ovládali různí vojevůdci – Kung-sun Can, Jüan Šao, a nakonec Cchao Cchao a Cchao Pchi se svou říší Cchao Wej, načež po znovusjednocení Číny roku 280 se stal součástí říše Ťin. Město dále negativně zasáhla občanská válka v letech 291–306, tzv. nepokoje osmi knížat, během níž došlo ke kolapsu ekonomiky a společenského řádu v celé severní Číně. Oslabení říše využily nečínské kočovné kmeny, které během tzv. Povstání pěti barbarských kmenů vtrhly do oblasti a zapříčinily vleklý konflikt, včetně drancování, hladomoru a genocidy. S úprkem milionů uprchlíků z oblasti se populační a ekonomické centrum Číny přesunulo na jih.

### Dynastie Suej a Tchang
Po znovusjednocení Číny dynastií Suej roku 581 se město stalo nejvýznamnějším centrem na severovýchodní hranici říše; město sloužilo zejména jako opěrný bod, z nějž byly podnikány mnohé vojenské expedice do stepí a dále na severovýchod. Kvůli zásobování těchto vojenských operací nechal císař Jang-ti na počátku 7. století vybudovat Velký kanál spojující Ťi-čcheng s úrodnou oblastí delty řeky Jang-c’ na jihu. Z Ťi-čchengu byla poté také vedena tři vojenská tažení proti korejskému království Kogurjŏ, jejichž neúspěch stál za pádem dynastie Suej.
Za dynastie Tchang město Ťi, v té době také známé jako Jou-čou, obdobně sloužilo jako základna pro vojenské tažení na Korejský poloostrov roku 644 a bylo sídlem největšího posádkového obvodu, Fan-jang, se stálou armádou čítající 90 tisíc vojáků. Roku 696 byl dostavěn první buddhistický chrám ve městě, chrám Fa-jüan, který nechal vybudovat tchangský císař Tchaj-cung na památku padlým ve válce. Druhá polovina dynastie Tchang byla ve znamení ekonomického úpadku a politické fragmentace. Devastující důsledky pro město, i pro celou Čínu, mělo povstání An Lu-šana, generála v čele pohraničních posádek ve Fan-jangu, v letech 755–763. Po zbytek trvání tchangské říše bylo město během bojů mezi jednotlivými vojevůdci opakovaně zničeno a obnoveno. Ze severu do oblasti také začínaly pronikat barbarské kmeny.

### Rozmach za dynastií Liao a Ťin

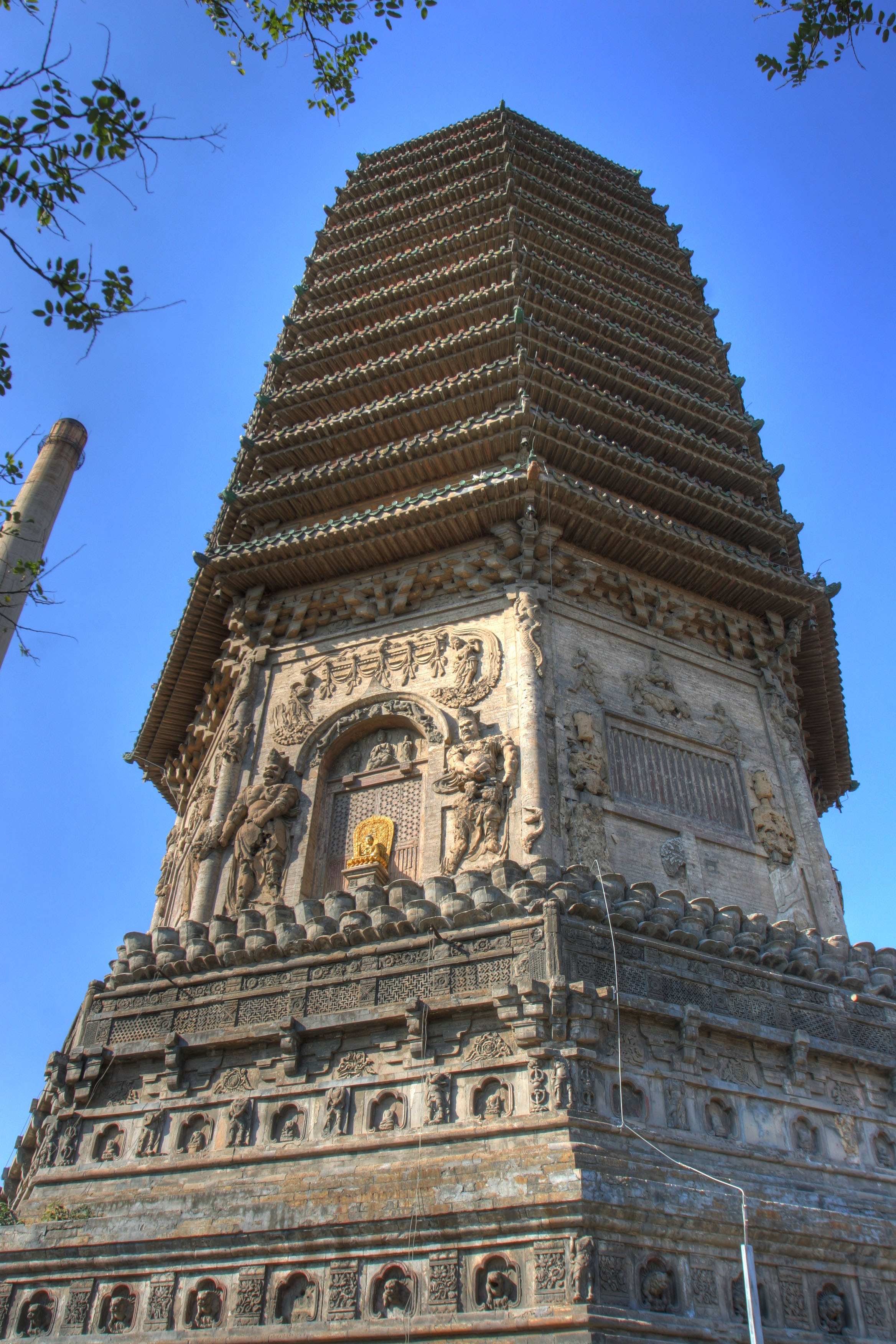
Pagoda chrámu Tchien-ming, vybudovaného na počátku 12. století za dynastie Liao.

Po zániku říše Tchang, během éry Pěti dynastií a deseti říší, bylo město součástí říše císaře Š’ Ťing-tchanga z dynastie Pozdní Ťin a následně kitanské říše Liao. Kitánci z dynastie Liao poté z města učinili jedno ze svých hlavních měst a vzhledem k jeho poloze na jihu jejich říše jej roku 938 pojmenovali Nan-ťing („Jižní hlavní město“). V té době zde žilo téměř tři sta tisíc obyvatel a jednalo se o největší město říše Liao, a představovalo tedy i významný zdroj příjmů. Vzhledem k faktickému odříznutí regionu od zbytku Číny a útlumu obchodní výměny se ve městě také rozvíjel průmysl a probíhala výroba tradičně importovaných produktů, včetně porcelánu a hedvábí. V okolí vzkvétalo zemědělství a v pobřežních oblastech východně od města probíhala výroba soli, významné obchodní komodity.
Roku 1122 říši Liao a město samotné dobyla nová, džürčenská dynastie Ťin. Ta město nejprve vrátila čínské říši Sung, ale již o tři roky později jej znovu dobyla a přejmenovala na Jen-ťing. Poté, co roku 1152 Wan-jen Liang zavraždil ťinského císaře a titul si uzurpoval, bylo hlavní město říše Ťin přesunuto do Jen-ťingu a přejmenováno na Čung-tu („Střední hlavní město“). Wan-jen Liang zmobilizoval stovky tisíc vojáků a dělníků na výstavbu nového města Čung-tu, přičemž na místo byl přemísťován i stavení materiál z rozebraných paláců z Kchaj-fengu, hlavního města říše Severní Sung, které Džürčeni vyplenili roku 1126. Za dynastie Ťin byly také zrekonstruovány a rozšířeny vodní kanály a město zažilo populační a ekonomický rozmach. Jako vládní, ekonomické a společenské centrum s rozvíjející se vysokou kulturou bylo srovnatelné s Lin-anem, hlavním městem říše Jižní Sung.
Roku 1214 se před branami Čung-tu ocitla nepřátelská mongolská armáda vedená Čingischánem. Město se podařilo zachránit jen díky úplatě Mongolů zlatem, stříbrem, hedvábím a tisíci koňmi a zajatci. Během několika málo měsíců poté císař Čung-tu opustil a přesunul hlavní město říše Ťin dále na jih, do Kchaj-fengu. Roku 1215 se mongolské vojsko vrátilo, přičemž podruhé již město, nyní opět zvané Jen-ťing, ušetřeno nebylo. Paláce byly spáleny, město vydrancováno a po několik dalších desítek let zůstalo v žalostném stavu. Zbývající obyvatelstvo navíc neslo břímě vysokých daní.

### Dynastie Jüan
Poté, co Čingischánův vnuk Kublaj dokončil dobytí celé Číny, se roku 1264 rozhodl z Jen-ťingu učinit císařskou rezidenci, načež město bylo opět přejmenováno na Čung-tu. O dva roky později bylo rozhodnuto o výstavbě nového města a práce začaly v roce 1267. Nové hlavní město bylo pojmenovánu Ta-tu, neboli „Velké hlavní město“, zatímco Mongolům bylo známé pod název Chánbalik. Roku 1274 do města Kublajchán přesunul svůj dvůr a již o dekádu později v Ta-tu žilo zhruba 400 tisíc obyvatel. Kvůli zásobování města byl také vybudován nový Velký kanál, který zkrátil původní, místy již vyschlý a neužívaný, suejský kanál o tři sta mil. Do současné podoby bylo rozšířeno jezero Tchaj-jie, kolem nějž stály císařské paláce. Město se v této době stalo významným obchodním centrem a hlavním městem celé Číny.
Město ve druhé polovině 70. let a v 80. letech 13. století navštívil a zaznamenal benátský kupec Marco Polo. Roku 1294 do Chánbaliku dorazil Jan z Montecorvina, italský františkánský misionář, který se následně stal prvním římskokatolickým arcibiskupem Chánbaliku, resp. Pekingu, a byl jím až do své smrti roku 1328. Roku 1325 do města doputoval také františkán Oldřich, Čech z Pordenone a strávil tam tři roky.

### Dynastie Ming

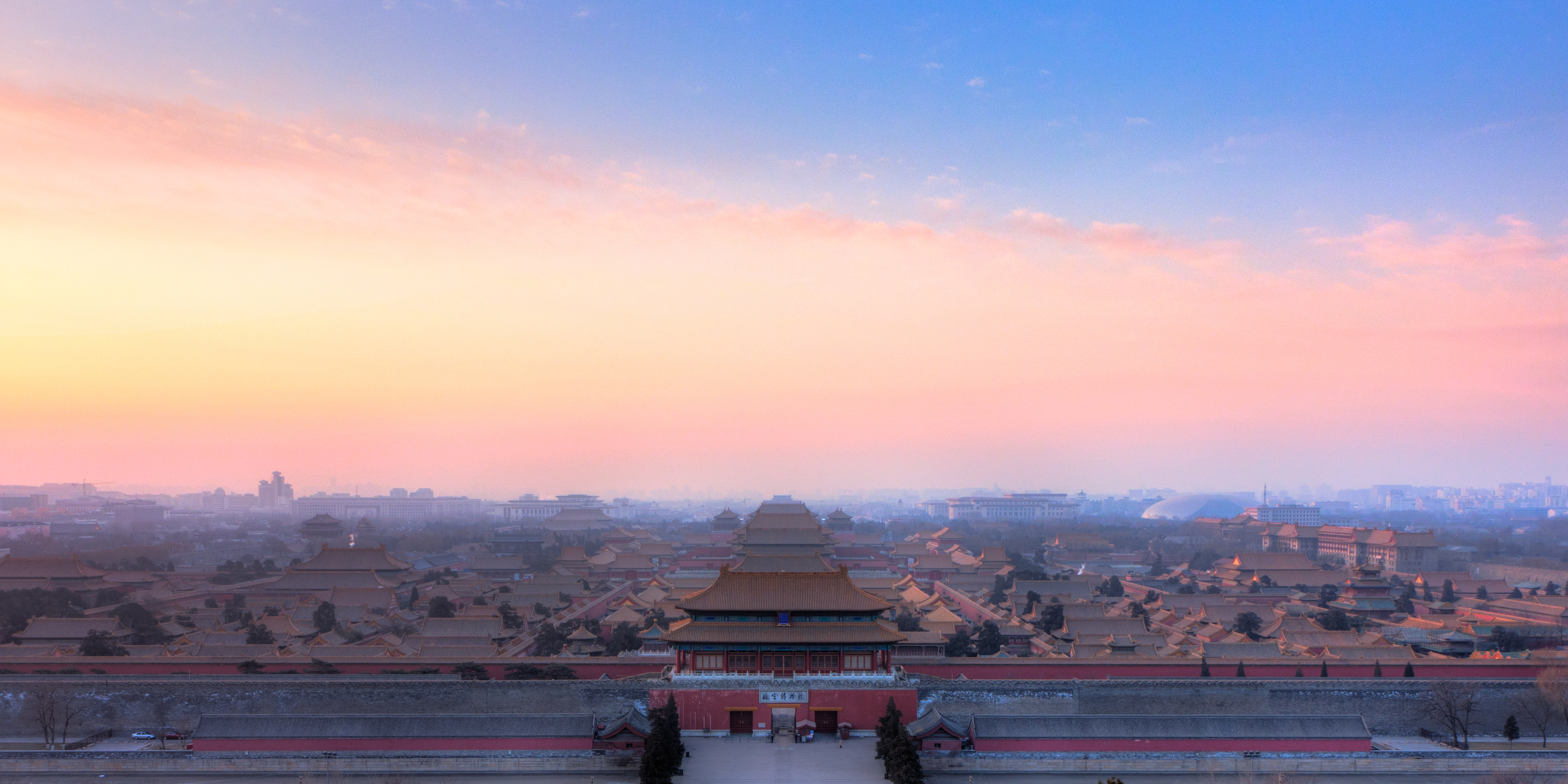
Panoráma Zakázaného města z parku Ťing-šan

Postupný úpadek mongolské dynastie Jüan byl umocněn povstáním rudých turbanů, které vypuklo v polovině 14. století. Ču Jüan-čang, vůdce povstání, v roce 1368 podnikl tažení na sever a dobyl Ta-tu. Později téhož roku se stal císařem Chung-wu a započal tak vládu dynastie Ming. Novým hlavním městem se stal Nanking, zatímco původní jüanské hlavní město Ta-tu, či Chánbalik, bylo přejmenováno na Pej-pching, neboli „Severní mír“. Krátce poté bylo opraveno městské opevnění a postaveny nové hradby, přičemž město v té době zaujímalo menší rozlohu než jüanské Ta-tu. Pej-pching se stal sídlem knížectví Jen, přičemž titul knížete z Jen byl udělen císařovu čtvrtému synovi, Ču Timu. Roku 1402 se Ču Ti stal císařem Jung-le, načež se rozhodl přesunou hlavní město z Nan-kingu na sever. Roku 1403 byl Pej-pching přejmenován na Pej-ťing (tedy jeho nynější název, Peking) a stal se hlavním městem mingské říše.
V roce 1406 začala rozsáhlá rekonstrukce města a císařských paláců; během patnácti let se na projektu podílelo přes milion dělníků. Bylo vybudováno úřednické Císařské město a uprostřed něj slavné Zakázané město, dále Brána Nebeského klidu, byl zvětšen umělý pahorek Ťing-šan, jezero Tchaj-jie bylo rozděleno na tři části a celé město nově mělo trojí hradby. Práce byly dokončeny roku 1420, načež bylo město prohlášeno za první z hlavních měst a přesunuly se do něj i úřady a císařský dvůr. Zároveň proběhla i rozsáhlá rekonstrukce Velkého kanálu, skrze který bylo celé město zásobováno. V roce 1448 v Pekingu žilo zhruba 960 tisíc obyvatel a další 2,19 miliony žily v okolní oblasti. Vzhledem k pokračujícímu růstu předměstí byly roku 1553 kolem jižní části Vnějšího města postaveny nové hradby. V letech 1425–1635 byl Peking největší městem na světě. V letech 1472–1644 byla mingskými císaři také rekonstruována a – zejména v oblasti Pekingu – zesilována Velká čínská zeď, která oblast bránila před útočníky ze severu.
Na počátku 17. století začali přes Velkou čínskou zeď pronikat Mandžuové a mnohokrát dosáhli až k okolí Pekingu. Roku 1629 město dokonce několik měsíců obléhali. Zánik mingské říše nastal roku 1644, kdy po mnohaletém povstání jedna ze vzbouřeneckých armád vedená Li C’-čchengem dobyla Peking. Mingský generál Wu San-kuej na to ale reagoval spojenectvím s mandžuskou dynastií Čching, jejímž armádám otevřel brány Velké čínské zdi. Společně poté nejen potlačili povstalce, ale dobyli celou Čínu.

### Moderní dějiny
K významným změnám došlo zejména za posledního půl století. Komunisté významně přetvořili město k obrazu svému, strhli mnoho oslavných oblouků, zbourali vnější hradby, vystavěli široké bulváry a moderní sídliště. Stará tradiční zástavba byla již z velké části zlikvidována a v tomto trendu se navíc stále ještě pokračuje. Přelomové v historii města byly Letní olympijské hry 2008; Peking byl z velké části přebudován, vznikly nové čtvrti, nové trasy metra a samozřejmě i sportoviště. Peking se zároveň stane jediným městem, které bude pořádat letní i zimní olympijské hry. Neboť v roce 2022 se budou XXIV. zimní olympijské hry konat právě Pekingu.

## Geografie

### Poloha

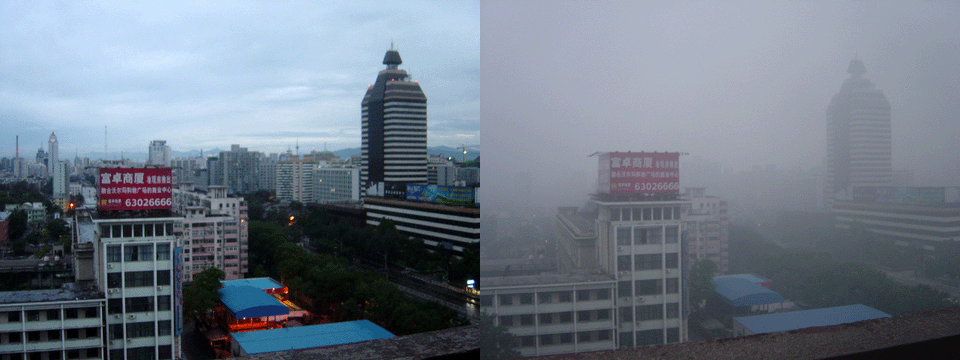
Silné znečištění ovzduší má za následek rozsáhlý smog. Tyto fotografie, pořízené v srpnu 2005, ukazují rozdíly v kvalitě ovzduší ve městě.

Peking leží na severovýchodě Číny, téměř úplně obklopen provincií Che-pej, jen na jihovýchodní straně hraničí s městem Tchien-ťin, dalším ze čtveřice statutárních měst, postavených na roveň provinciím. Vlastní město se rozkládá v rovinaté krajině 150 km od pobřeží Pochajské zátoky, v průměrné nadmořské výšce 63 m. Jestliže střední a jihovýchodní část městské provincie je rovinatá, s nejnižším místem 44 m nad úrovní moře, na západním a severním pomezí se zvedají hory, dosahující v Si-šan – „Západních horách“ – vrcholem Min-šang 2 303 m. Vysoké jsou i další hory, například Chaj-tchuo-šan na severozápadě má 2241 m a Wu-ling-šan na severovýchodě 2116 m.

### Vodstvo
Na rozdíl od ostatních významných čínských měst Peking neleží na žádném velkém vodním toku. Z větších řek na území provincie stojí za zmínku Jung-ting a zejména Čchao-paj, na níž byla 90 km severovýchodně od města vybudována přehradní nádrž Min-čün, zásobující Peking pitnou vodou.

### Podnebí
I přes nevelkou vzdálenost od moře je podnebí kontinentální s mrazivou zimou, kterou způsobuje sibiřská anticyklóna, suchým a prašným jarem, horkým vlhkým létem pod vlivem jižního monzunu a suchým mírným podzimem. Roční průměr teploty je 11 °C (-4 °C v lednu, 26 °C v červenci), z průměrného úhrnu srážek 620 mm spadne většina během letních měsíců. Nejvhodnější dobou k návštěvě města je září a říjen.
Vážným problémem je znečištění ovzduší. I když se s plošnou asanací starých přízemních domků, vytápěných uhlím, snižuje množství emisí způsobených topením, prudký rozvoj individuálního motorismu nedává v tomto směru mnoho nadějí na celkové výrazné zlepšení.

### Flóra a fauna
Mezi městské stromy patří zeravec východní (Platycladus orientalis) a jerlín japonský (Sophora japonica). Městskými květinami jsou chryzantéma (Chrysanthemum morifolium) a čínská růže (Rosa chinensis).

## Administrativní členění
Peking se člení na 16 městských obvodů. Historické jádro město tvoří obvody Tung-čcheng a Si-čcheng, k širšímu centru patří obvody Š'-ťing-šan, Chaj-tien, Čchao-jang a Feng-tchaj. Periferii města tvoří obvody Men-tchou-kou, Fang-šan, Tchung-čou, Šun-i, Čchang-pching, Ta-sing, Chuaj-žou, Pching-ku, Jen-čching a Mi-jün.
| Mapa | Kód            | Název         | Rozloha (km²) | Počet obyvatel (2020) | PSČ    |
| --- | -------------- | ------------- | ------------- | --------------------- | ------ |
| Tung-čcheng Si-čcheng Čchao-jang Feng-tchaj Š’-ťing-šan Chaj-tien Men-tchou-kou Fang-šan Tchung-čou Šun-i Čchang-pching Ta-sing Chuaj-žou Pching-ku Mi-jün Jen-čching | 110000         | Peking        | 16406,16      | 21 893 095            | 100000 |
| Tung-čcheng Si-čcheng Čchao-jang Feng-tchaj Š’-ťing-šan Chaj-tien Men-tchou-kou Fang-šan Tchung-čou Šun-i Čchang-pching Ta-sing Chuaj-žou Pching-ku Mi-jün Jen-čching | Městské obvody |               |               |                       |        |
| Tung-čcheng Si-čcheng Čchao-jang Feng-tchaj Š’-ťing-šan Chaj-tien Men-tchou-kou Fang-šan Tchung-čou Šun-i Čchang-pching Ta-sing Chuaj-žou Pching-ku Mi-jün Jen-čching | 110101         | Tung-čcheng   | 41,82         | 708 829               | 100000 |
| Tung-čcheng Si-čcheng Čchao-jang Feng-tchaj Š’-ťing-šan Chaj-tien Men-tchou-kou Fang-šan Tchung-čou Šun-i Čchang-pching Ta-sing Chuaj-žou Pching-ku Mi-jün Jen-čching | 110102         | Si-čcheng     | 50,33         | 1 106 214             | 100000 |
| Tung-čcheng Si-čcheng Čchao-jang Feng-tchaj Š’-ťing-šan Chaj-tien Men-tchou-kou Fang-šan Tchung-čou Šun-i Čchang-pching Ta-sing Chuaj-žou Pching-ku Mi-jün Jen-čching | 110105         | Čchao-jang    | 454,78        | 3 452 460             | 100000 |
| Tung-čcheng Si-čcheng Čchao-jang Feng-tchaj Š’-ťing-šan Chaj-tien Men-tchou-kou Fang-šan Tchung-čou Šun-i Čchang-pching Ta-sing Chuaj-žou Pching-ku Mi-jün Jen-čching | 110106         | Feng-tchaj    | 305,53        | 2 019 764             | 100000 |
| Tung-čcheng Si-čcheng Čchao-jang Feng-tchaj Š’-ťing-šan Chaj-tien Men-tchou-kou Fang-šan Tchung-čou Šun-i Čchang-pching Ta-sing Chuaj-žou Pching-ku Mi-jün Jen-čching | 110107         | Š’-ťing-šan   | 84,38         | 567 851               | 100000 |
| Tung-čcheng Si-čcheng Čchao-jang Feng-tchaj Š’-ťing-šan Chaj-tien Men-tchou-kou Fang-šan Tchung-čou Šun-i Čchang-pching Ta-sing Chuaj-žou Pching-ku Mi-jün Jen-čching | 110108         | Chaj-tien     | 430,77        | 3 133 469             | 100000 |
| Tung-čcheng Si-čcheng Čchao-jang Feng-tchaj Š’-ťing-šan Chaj-tien Men-tchou-kou Fang-šan Tchung-čou Šun-i Čchang-pching Ta-sing Chuaj-žou Pching-ku Mi-jün Jen-čching | 110109         | Men-tchou-kou | 1447,85       | 392 606               | 102300 |
| Tung-čcheng Si-čcheng Čchao-jang Feng-tchaj Š’-ťing-šan Chaj-tien Men-tchou-kou Fang-šan Tchung-čou Šun-i Čchang-pching Ta-sing Chuaj-žou Pching-ku Mi-jün Jen-čching | 110111         | Fang-šan      | 1994,73       | 1 312 778             | 102400 |
| Tung-čcheng Si-čcheng Čchao-jang Feng-tchaj Š’-ťing-šan Chaj-tien Men-tchou-kou Fang-šan Tchung-čou Šun-i Čchang-pching Ta-sing Chuaj-žou Pching-ku Mi-jün Jen-čching | 110112         | Tchung-čou    | 905,79        | 1 840 295             | 101100 |
| Tung-čcheng Si-čcheng Čchao-jang Feng-tchaj Š’-ťing-šan Chaj-tien Men-tchou-kou Fang-šan Tchung-čou Šun-i Čchang-pching Ta-sing Chuaj-žou Pching-ku Mi-jün Jen-čching | 110113         | Šun-i         | 1019,51       | 1 324 044             | 101300 |
| Tung-čcheng Si-čcheng Čchao-jang Feng-tchaj Š’-ťing-šan Chaj-tien Men-tchou-kou Fang-šan Tchung-čou Šun-i Čchang-pching Ta-sing Chuaj-žou Pching-ku Mi-jün Jen-čching | 110114         | Čchang-pching | 1342,47       | 2 269 487             | 102200 |
| Tung-čcheng Si-čcheng Čchao-jang Feng-tchaj Š’-ťing-šan Chaj-tien Men-tchou-kou Fang-šan Tchung-čou Šun-i Čchang-pching Ta-sing Chuaj-žou Pching-ku Mi-jün Jen-čching | 110115         | Ta-sing       | 1036,34       | 1 993 591             | 102600 |
| Tung-čcheng Si-čcheng Čchao-jang Feng-tchaj Š’-ťing-šan Chaj-tien Men-tchou-kou Fang-šan Tchung-čou Šun-i Čchang-pching Ta-sing Chuaj-žou Pching-ku Mi-jün Jen-čching | 110116         | Chuaj-žou     | 2122,82       | 441 040               | 101400 |
| Tung-čcheng Si-čcheng Čchao-jang Feng-tchaj Š’-ťing-šan Chaj-tien Men-tchou-kou Fang-šan Tchung-čou Šun-i Čchang-pching Ta-sing Chuaj-žou Pching-ku Mi-jün Jen-čching | 110117         | Pching-ku     | 948,24        | 457 313               | 101200 |
| Tung-čcheng Si-čcheng Čchao-jang Feng-tchaj Š’-ťing-šan Chaj-tien Men-tchou-kou Fang-šan Tchung-čou Šun-i Čchang-pching Ta-sing Chuaj-žou Pching-ku Mi-jün Jen-čching | 110118         | Mi-jün        | 2225,92       | 527 683               | 101500 |
| Tung-čcheng Si-čcheng Čchao-jang Feng-tchaj Š’-ťing-šan Chaj-tien Men-tchou-kou Fang-šan Tchung-čou Šun-i Čchang-pching Ta-sing Chuaj-žou Pching-ku Mi-jün Jen-čching | 110119         | Jen-čching    | 1994,89       | 345 671               | 102100 |

## Politika
| Starostové Pekingu (od roku 1948) 1. Jie Ťien-jing (1948 – 1949) 2. Nie Žung-čen (1949 – 1951) 3. Pcheng Čen (1951 – 1966) 4. Wu Te (1966 – 1967) 5. Sie Fu-č’ (1967 – 1972) 6. Wu Te (1972 – 1978) 7. Lin Chu-ťia (1978 – 1981) 8. Ťiao Žuo-jü (1981 – 1983) 9. Čchen Si-tchung (1983 – 1993) 10. Li Čchi-jen (1993 – 1996) 11. Ťia Čching-lin (1996 – 1999) 12. Liou Čchi (1999 – 2003) 13. Meng Süe-nung (2003) 14. Wang Čchi-šan (2003 – 2007) 15. Kuo Ťin-lung (2007 – 2012) 16. Wang An-šun (2012 – 2016) 17. Cchaj Čchi (2016 – 2017) 18. Čchen Ťi-ning (2017 – 2022) 19. Jin Jung (2022 – úřadující) | Tajemníci pekingského městského výboru KS Číny 1. Pcheng Čen (1948 – 1966) 2. Li Süe-feng (1966 – 1967) 3. Sie Fu-č’ (1971 – 1972) 4. Wu Te (1972 – 1978) 5. Lin Chu-ťia (1978 – 1981) 6. Tuan Ťün-i (1981 – 1984) 7. Li Si-ming (1984 – 1992) 8. Čchen Si-tchung (1992 – 1995) 9. Wej Ťien-sing (1995 – 1997) 10. Ťia Čching-lin (1997 – 2002) 11. Liou Čchi (2002 – 2012) 12. Kuo Ťin-lung (2012 – 2017) 13. Cchaj Čchi (2017 – 2022) 14. Jin Li (2022 – úřadující) | Předsedové pekingkého městského výboru ČLPPS 1. Liou Žen (1955 – 1967) 2. Ting Kuo-jü (1977 – 1979) 3. Čao Pcheng-fej (1979 – 1983) 4. Liou Tao-šeng (1983 – 1985) 5. Fan Ťin (1985 – 1986) 6. Paj Ťie-fu (1986 – 1993) 7. Wang Ta-ming (1993 – 1998) 8. Čchen Kuang-wen (1998 – 2003) 9. Čcheng Š’-e (2003 – 2006) 10. Jang An-ťiang (2006 – 2011) 11. Wang An-šun (2011 – 2013) 12. Ťi Lin (2013 – 2022) 13. Wej Siao-tung (2022 – úřadující) | Předsedové stálého výboru Pekingského shromáždění lidových zástupců 1. Ťia Tching-san (1979 – 1983) 2. Čao Pcheng-fej (1983 – 1993) 3. Čang Ťien-min (1993 – 2001) 4. Jü Ťün-po (2001 – 2007) 5. Tu Te-jin (2007 – 2017) 6. Li Wej (2017 – úřadující) |

## Pamětihodnosti

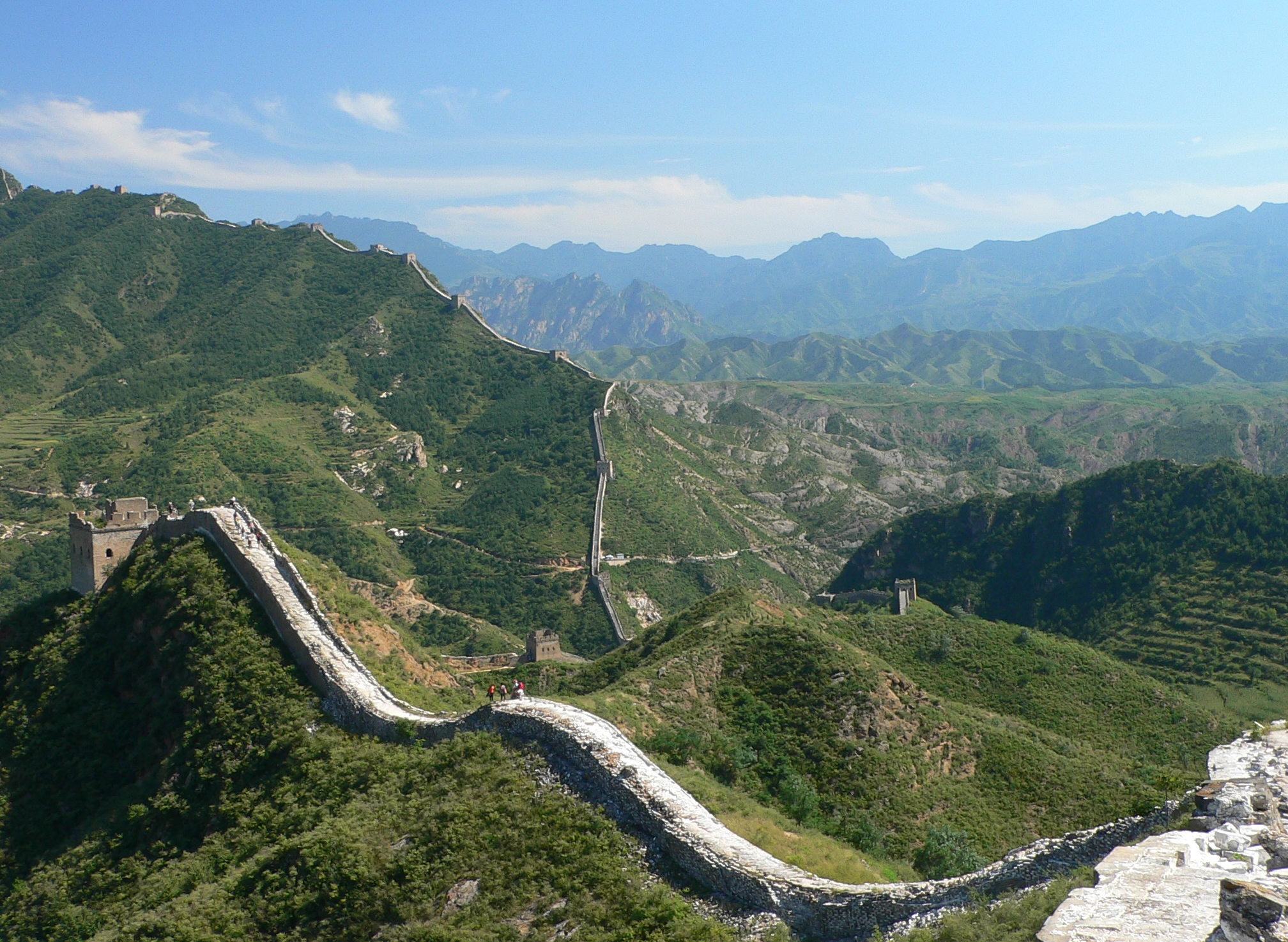
Zbytky velké čínské zdi v horách na sever od města

Peking se rozprostírá podél neviditelné severojižní osy, která tvoří zároveň páteř města.
Tvoří ji Chrám nebes na jihu, dále náměstí Tian'anmen, Zakázané město a park Jingshan, a Bubnová a Zvonová věž na severu.

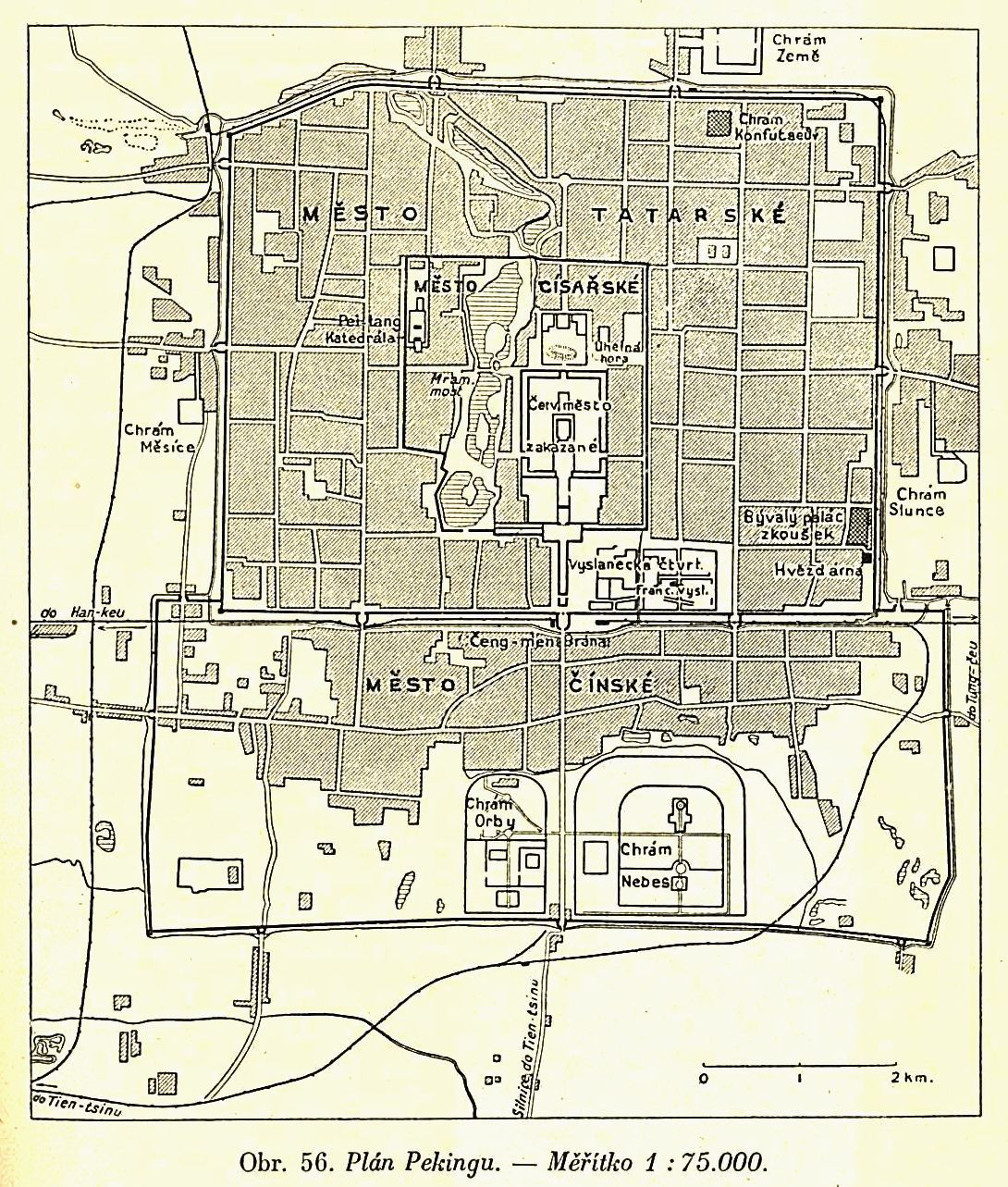
Mapa Pekingu mezi světovými válkami

### Zakázané město
Zakázané město bylo sídlem císařů od 15. století, kdy jej císař Jung-le nechal postavit. Většina dochovaných budov však pochází až z 18. století. Reprezentovalo vzdáleného a nedotknutelného císaře. Od ostatních částí města bylo odděleno mohutnými příkopy a hradbami. Směl se tu zdržovat jen císař s doprovodem, ostatním smrtelníkům sem byl vstup pod hrozbou smrti přísně zakázán po dobu pěti set let. Město bylo domovem 24 císařů dvou dynastií – Ming a Čching.
Na stavbu bylo povoláno roku 1406 milión dělníků císařem Jung-le. Náklady byly nesmírné. Stavba města byla dokončena roku 1420. Město má čtvercový půdorys a za jeho 12,5 m vysokými zdmi není jediná budova jak bylo zvykem na západě, ale soubor vícero síní, paláců a chrámů propojených průchody a chodbami. Podle legendy je v komplexu 9,999 místností. Vzhledem k tomu, že město bylo postaveno ze dřeva, neustále mu hrozil požár. V 17. století jej zapálili Mandžuové, kteří pak založili dynastii Čching. Poté jej vyplenili Japonci, a stejně se zachoval i Kuomintang - čínští nacionalisté, kteří v roce 1949 uprchli na Tchaj-wan. Během opojení Kulturní revolucí pak byl celý komplex málem rozmetán.
Jelikož tradiční čínská architektura pracuje spíše s horizontálními než vertikálními liniemi, budovy Zakázaného města jsou sice nevysoké, ale prostor kolem nich doslova bere dech.

### Náměstí Nebeského klidu
Jižně od Zakázaného města leží Náměstí Nebeského klidu (Tian'anmen Guangchang), na němž v roce 1949 budoucí čínský vládce a diktátor Mao Ce-tung vyhlásil Čínskou lidovou republiku.
Na severní straně jej uzavírá Brána Nebeského klidu (Tian'anmen) na níž je umístěn portrét Mao Ce-tunga. Uprostřed náměstí stojí památník Lidových hrdinů z roku 1958, v jižní polovině pak Mao Ce-tungovo mauzoleum dokončené v roce 1977. Na jižním okraji stojí Brána Správného světla (Zhengyangmen), jinak také Přední brána (Qianmen), a Šípová věž (Jian Lou), které byly kdysi propojeny okrouhlou hradbou. Západní straně vévodí Velká síň lidu (Renmin Dahui Tang) neboli čínský parlament. Na východě pak stojí Čínské národní muzeum.
V noci ze 3. na 4. června 1989 na náměstí čínská armáda brutálně zakročila proti demonstrujícím studentům. Vojáci si proráželi cestu pomocí tanků, obrněných vozidel a střelbou z automatických zbraní. Vojenský zákrok na pekingském náměstí Tchien-an-men proti čínským studentům, kteří demonstracemi a hladovkami volali po širší demokratizaci země, pro Čínu znamenal několikaletou ztrátu kreditu v zahraničí a její vnitropolitický vývoj ovlivňuje dodnes. Masakr si tehdy vyžádal nejméně 1 300 obětí. Tak skončilo šest neklidných neděl, během kterých statisíce lidí prostřednictvím demonstrací a hladovek volaly po větší demokratizaci země.

### Chrám nebes

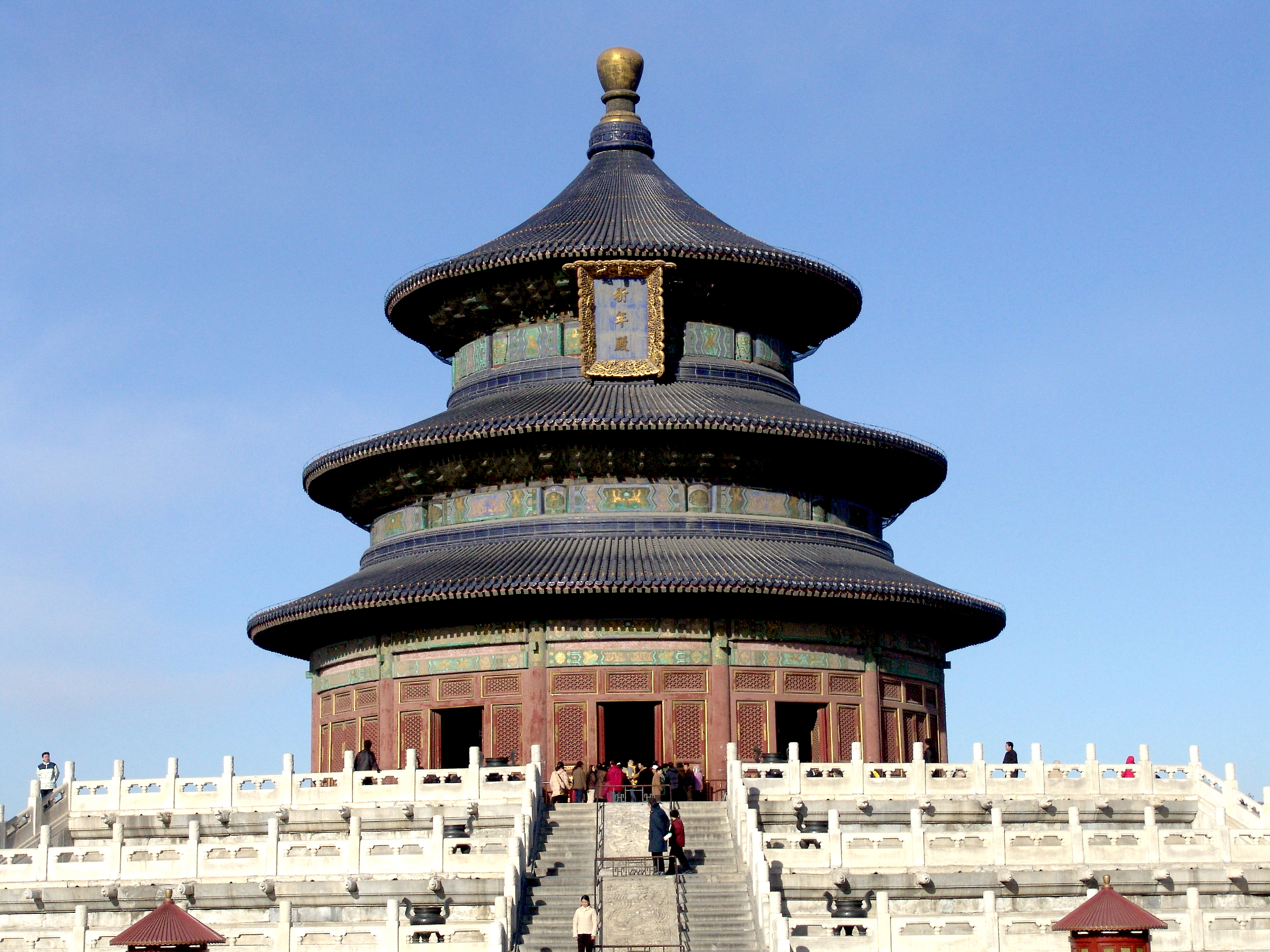
Chrám nebes, symbol Pekingu

Na jih od náměstí Nebeského klidu se uprostřed rozlehlého parku nachází Chrám nebes (Tian Tan). Jeho severní část je polokruhovitá na počest nebes, zatímco jižní je čtvercová na počest země. S výstavbou se započalo roku 1406 a trvala 14 let.
Nachází se zde několik staveb - Kruhový oltář (Yuanqiu Tan), Síň Císařské krypty nebes (Huangqiong Yu), Síň Zdrženlivosti (Zhai Gong), Kancelář Božské hudby (Shenyue Shu), ale tou nejznámější je Síň Modliteb za dobrou úrodu. Je to 38 m vysoká třípatrová kruhová stavba s modrou střechou, korunovaná zlacenou kulovou makovicí; skvost tradiční staré čínské architektury. Čtyři hlavní pilíře znázorňují čtyři roční období a dvě řady po 12 sloupech znázorňují měsíce a rozdělení dne do dvouhodinových jednotek.
Byl také místem konání nejvýznamnějších náboženských slavností. Sloužil, což vyplývá už ze jména, k uctívání nebes. Od roku 1918 je přístupný veřejnosti.

### Čínský letní palác
Císařský letní palác je vzdálený 20 kilometrů od metropole. Téměř 3/4 plochy letního paláce tvoří ručně vyhloubené jezero Kunming, podél jeho břehu je krásná kolonáda.
Součástí kolonády je průchod s přibližně 8 tisíci obrazy vyobrazenými na stavbě. Konec průchodu zdobí mramorová loď zaplacená z financí na modernizaci loďstva. Tuto loď si nechala postavit konkubína císaře, jenž vládla dlouhou dobu místo svého syna a následně synovce. Uprostřed jezera Kunming se nachází chrám draka, kde se prosí za hojnost úrody. Ostrov je spojen s kolonádou mramorovým mostem.

### Další pamětihodnosti
V Pekingu lze dále navštívit například Čínskou národní galerii s asi 110 tisíci uměleckých děl.

## Partnerská města
- Addis Abeba, Etiopie (2006)
- Alžír, Alžírsko (2006)
- Amsterdam, Nizozemsko (1994)
- Ankara, Turecko (1990)
- Astana, Kazachstán
- Athény, Řecko (2005)
- Bangkok, Thajsko (1993)
- Berlín, Německo (1994)
- Bělehrad, Srbsko (1980)
- Brusel, Belgie (1994)
- Budapešť, Maďarsko (2005)
- Buenos Aires, Argentina (1993)
- Bukurešť, Rumunsko (2005)
- Canberra, Austrálie (2000)
- Dauhá, Katar (2008)
- Dublin, Irsko (2011)
- Gauteng, Jihoafrická republika (1998)
- Hanoj, Vietnam (1994)
- Havana, Kuba (2005)
- Helsinki, Finsko (2006)
- Islámábád, Pákistán (1992)
- Jakarta, Indonésie (1992)
- Káhira, Egypt (1990)
- Kodaň, Dánsko (2012)
- Kolín nad Rýnem, Německo (1987)
- Kyjev, Ukrajina (1993)
- Lisabon, Portugalsko (2007)
- Londýn, Spojené království (2006)
- Madrid, Španělsko (1985)
- Manila, Filipíny (2005)
- Mexiko City, Mexiko (2009)
- Moskva, Rusko (1995)
- New York, USA (1980)
- Nové Dillí, Indie (2013)
- Lima, Peru (1983)
- Ottawa, Kanada (1999)
- Paříž, Francie (1987)
- Riga, Lotyšsko (2004)
- Rio de Janeiro, Brazílie (1986)
- Řím, Itálie (1998)
- San José, Kostarika (2009)
- Santiago de Chile, Chile (2007)
- São Paulo, Brazílie (1999)
- Soul, Jižní Korea (1993)
- Tel Aviv, Izrael (2006)
- Tirana, Albánie (2008)
- Tokio, Japonsko (1979)
- Washington D.C., Spojené státy americké (1984)
- Wellington, Nový Zéland (2006)

## Galerie

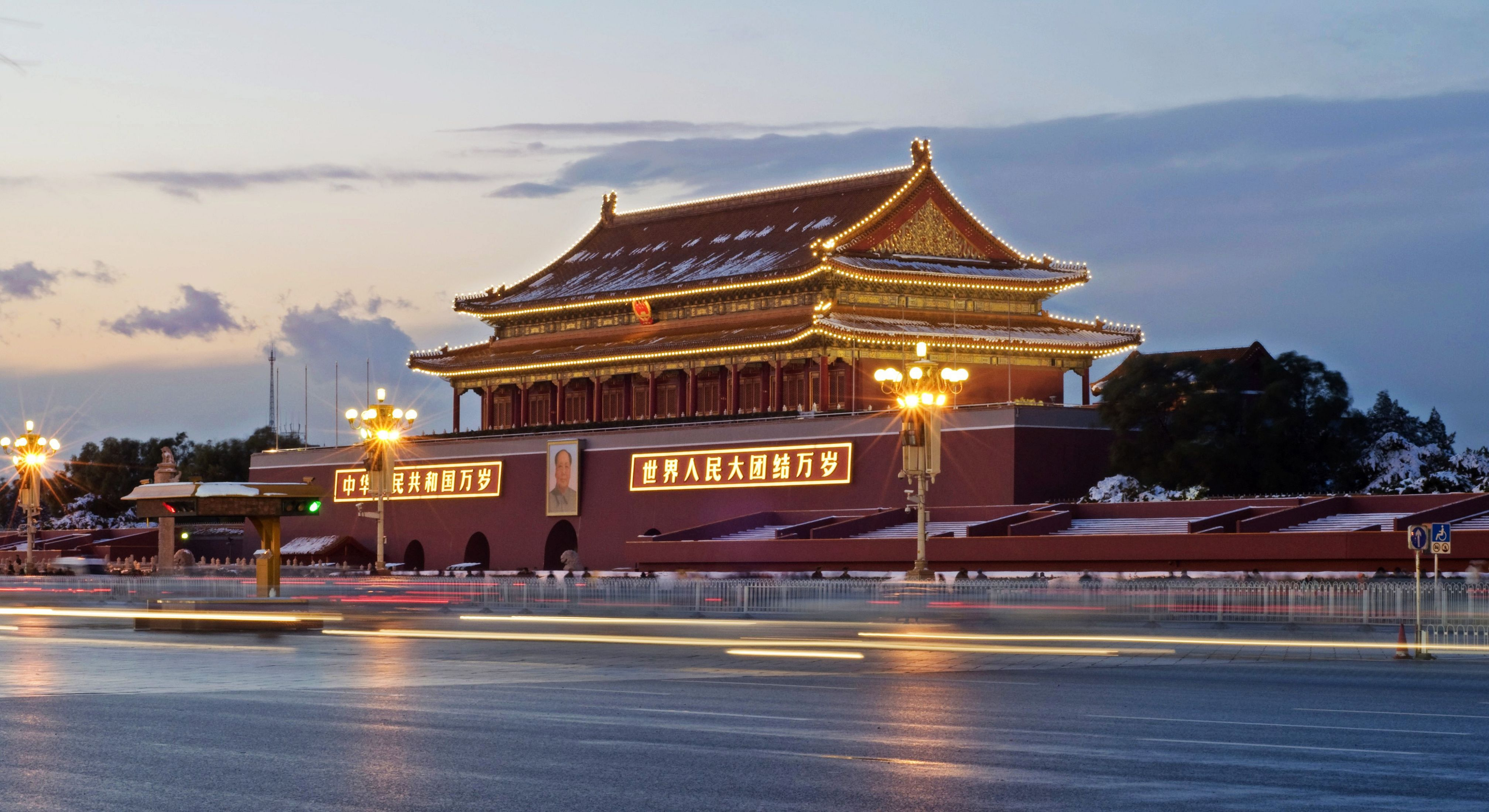
brána Nebeského klidu
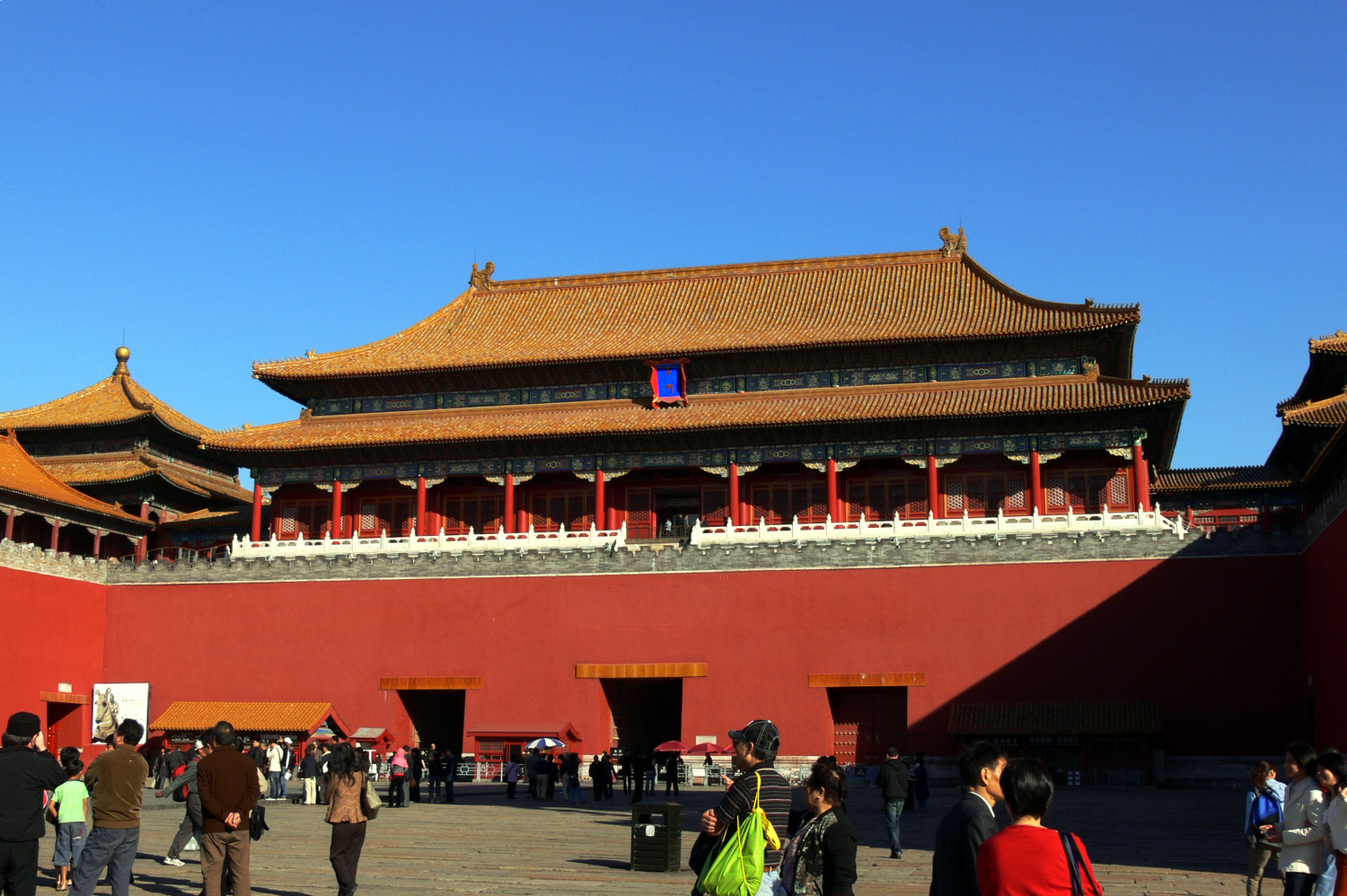
Poledníková brána
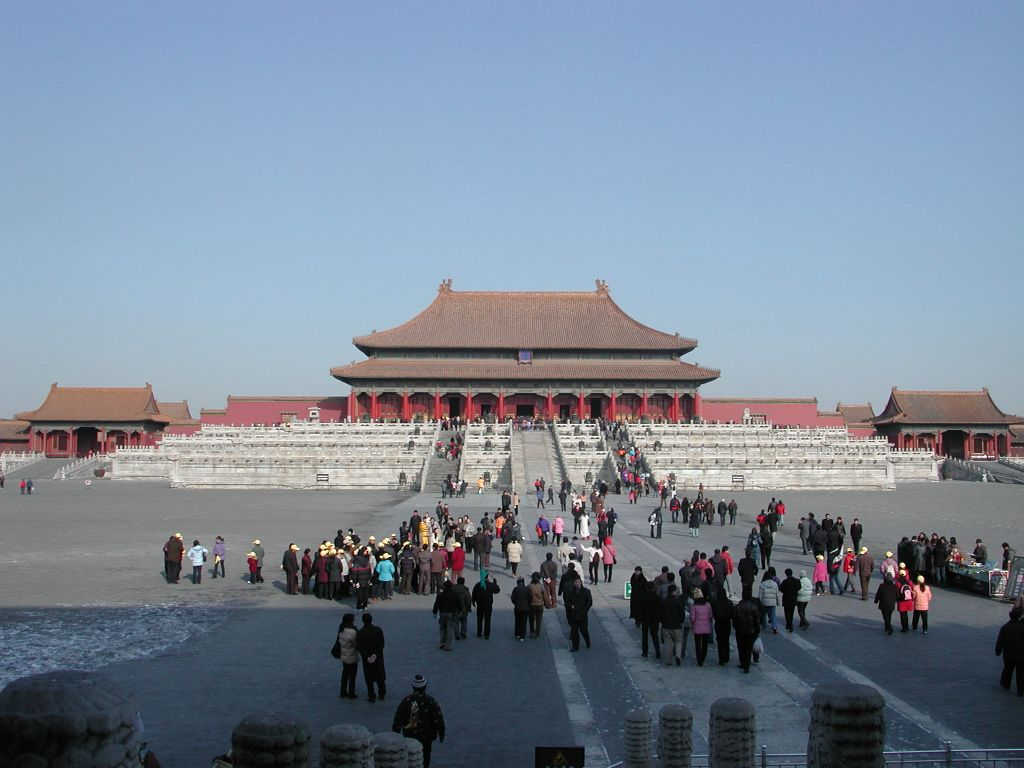
Síň Nejvyšší harmonie
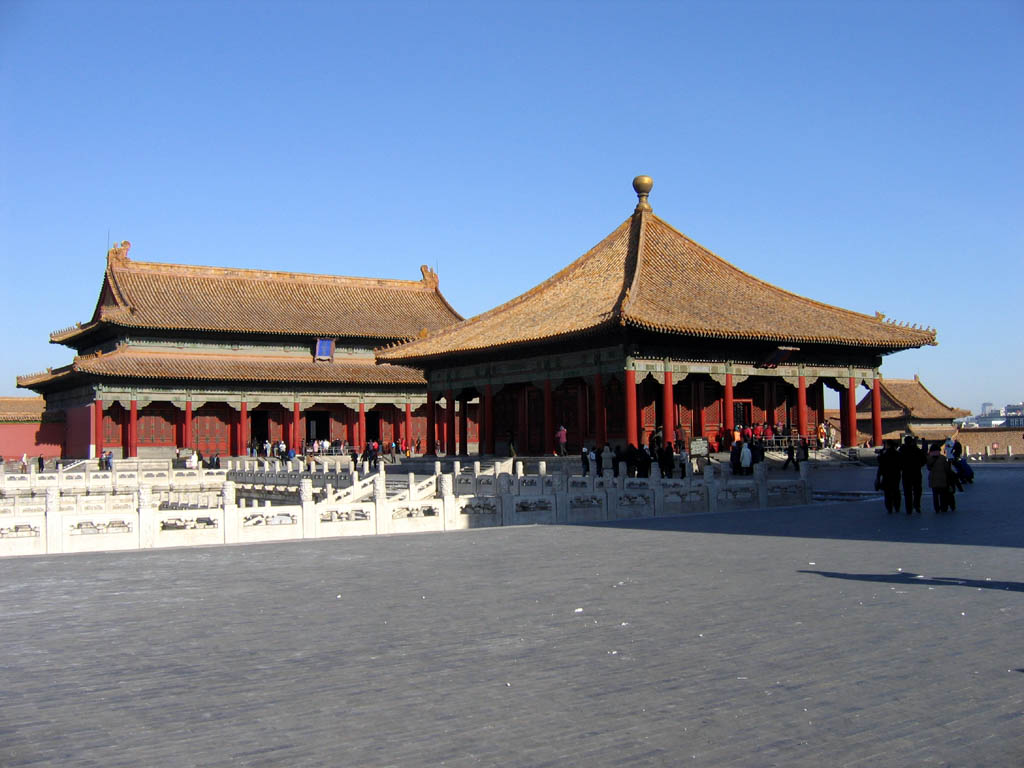
Síň Střední harmonie a Síň Udržující harmonie
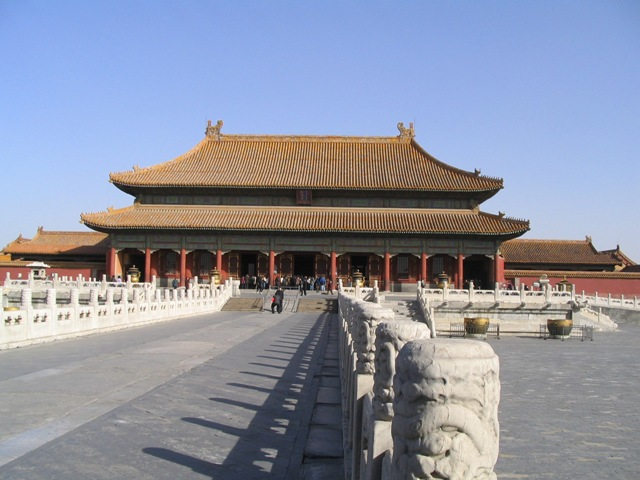
Palác Nebeské čistoty
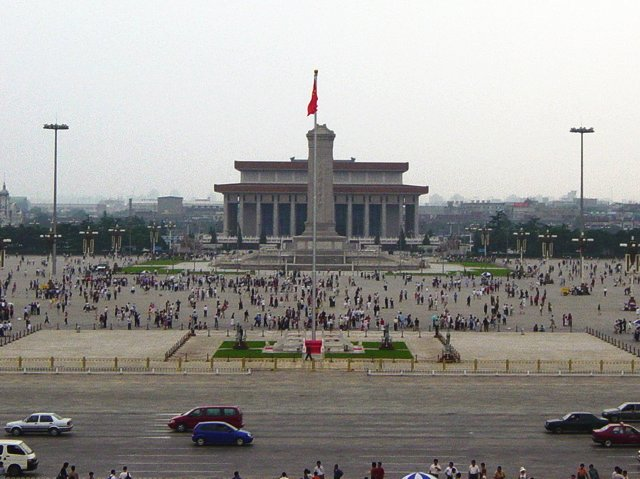
Náměstí Nebeského klidu
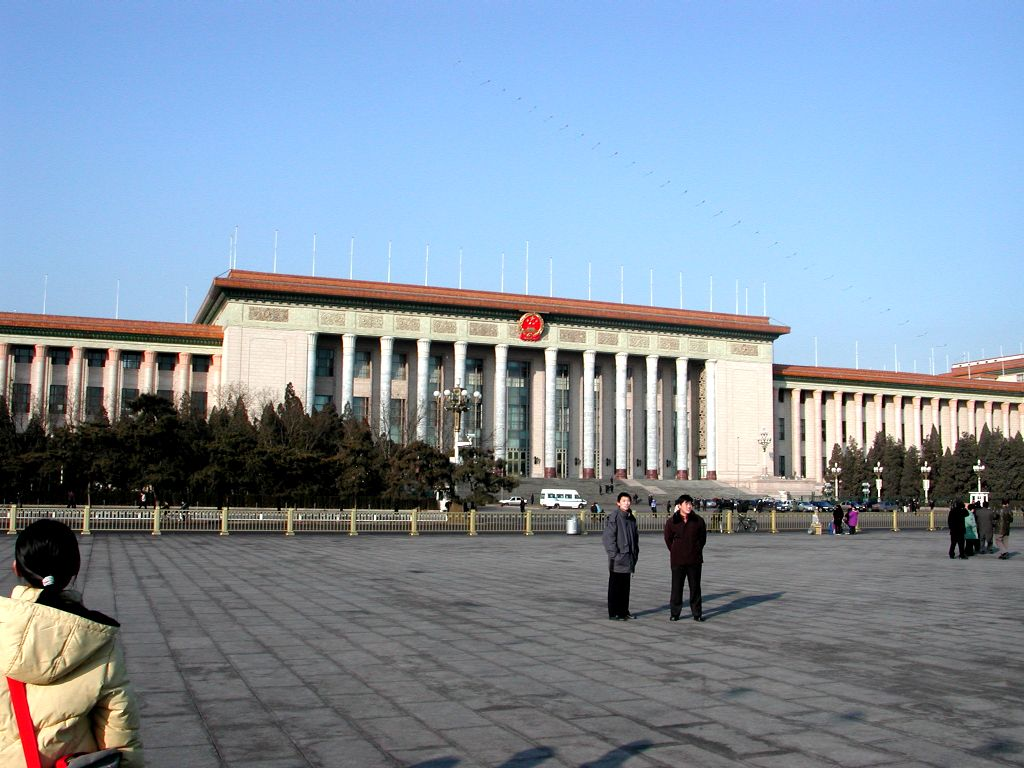
Velká síň lidu
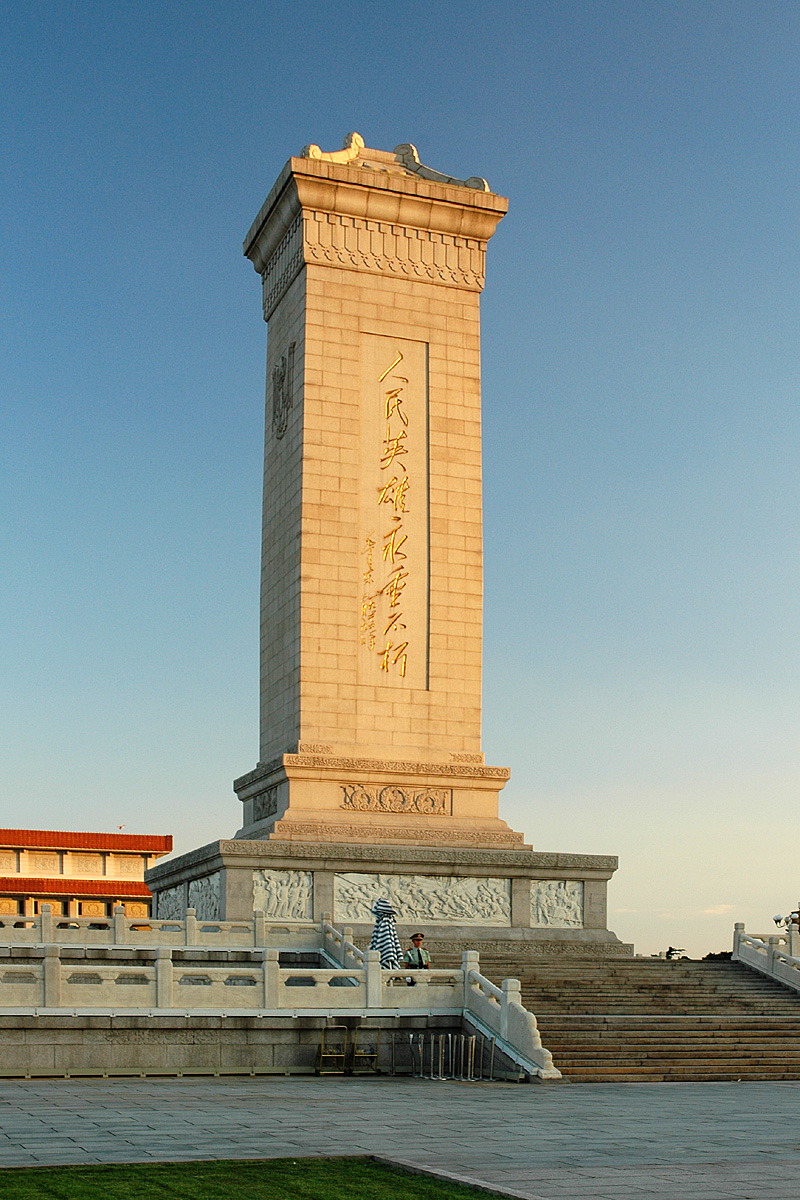
památník Lidových hrdinů
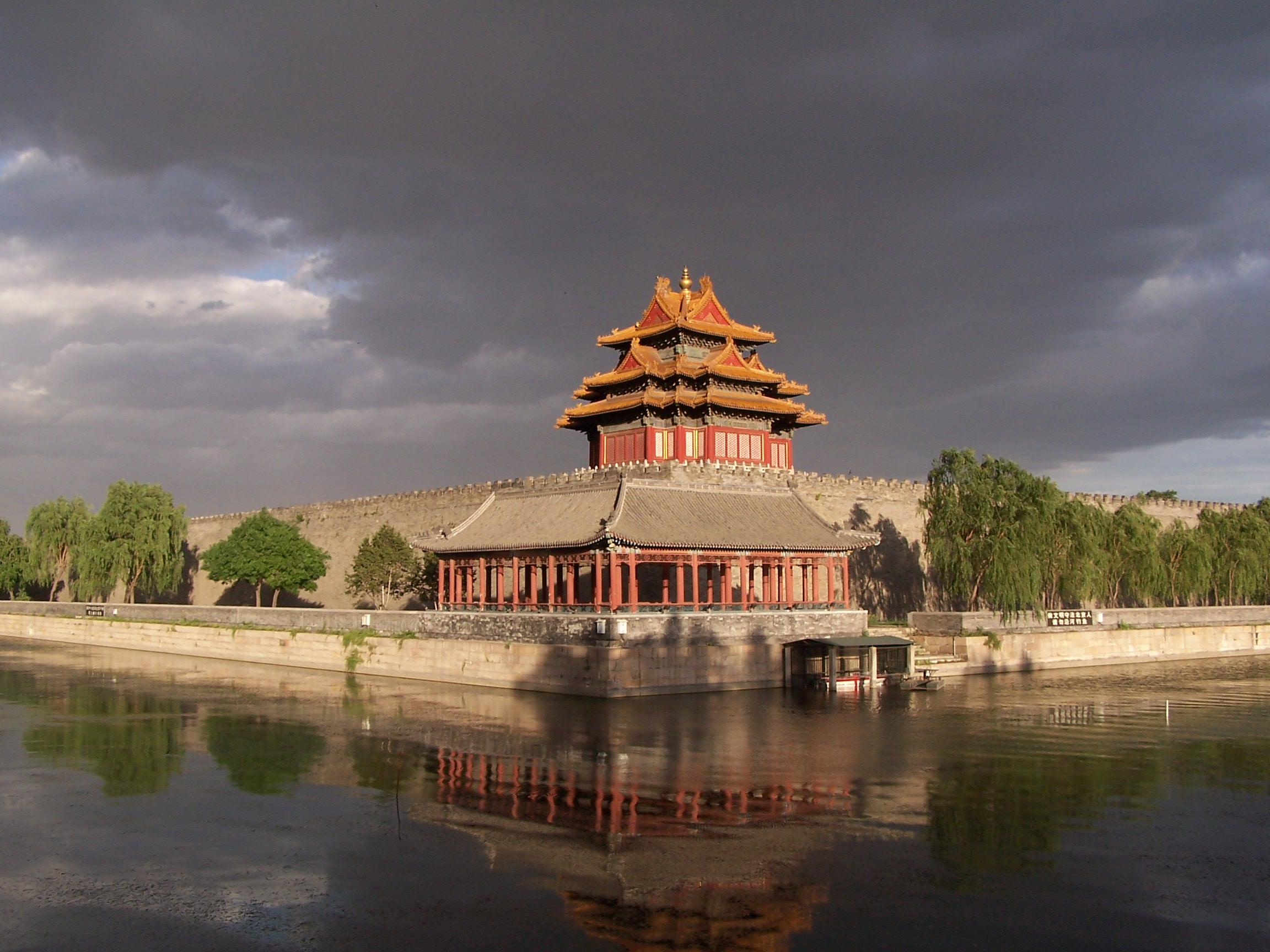
Severovýchodní cíp Zakázaného města při západu slunce.
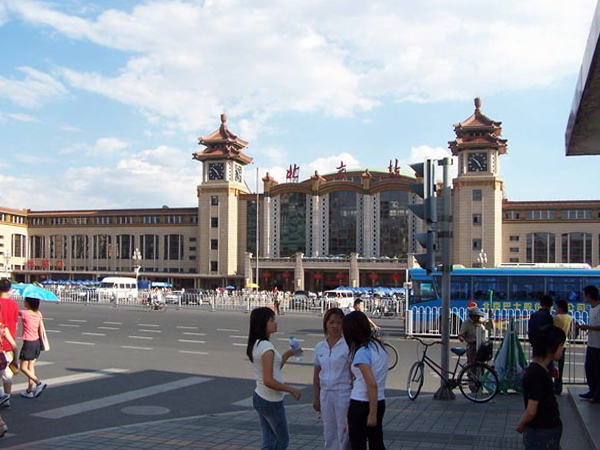
Pekingské nádraží
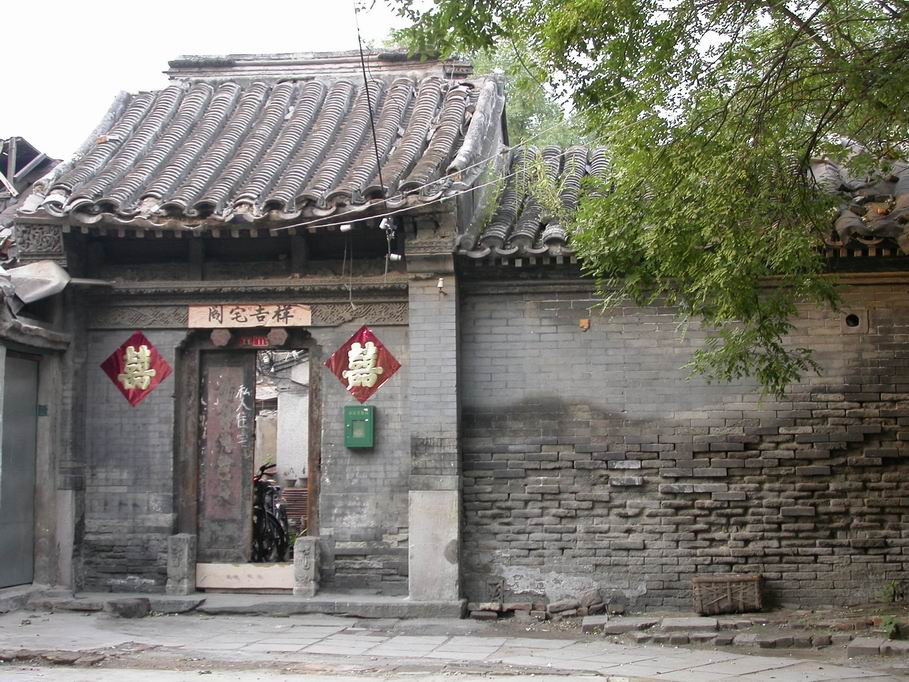
Tradiční pekingská zástavba – chu-tchung
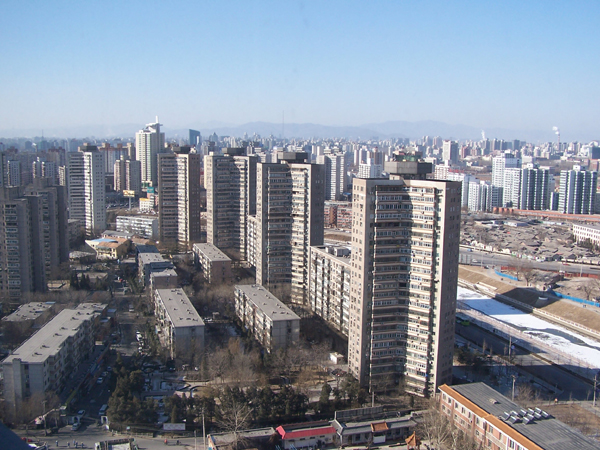
Nové sídliště
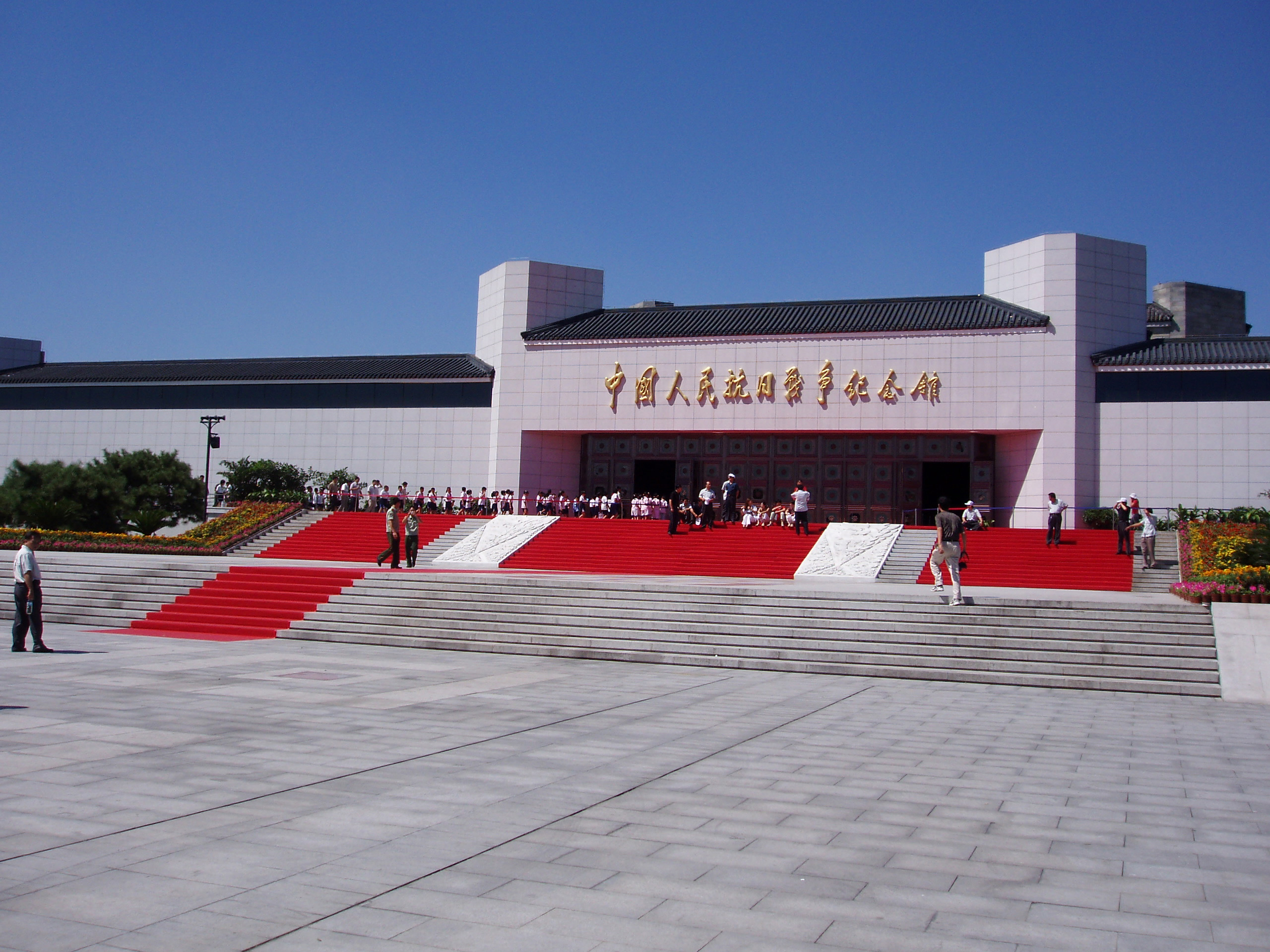
Muzeum věnované válce s Japonskem
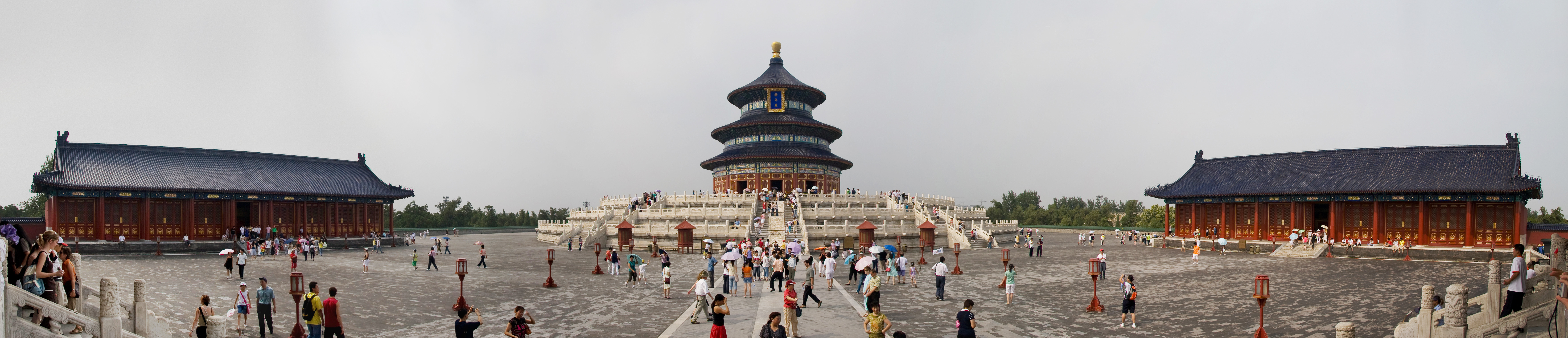
Síň Modliteb za dobrou úrodu
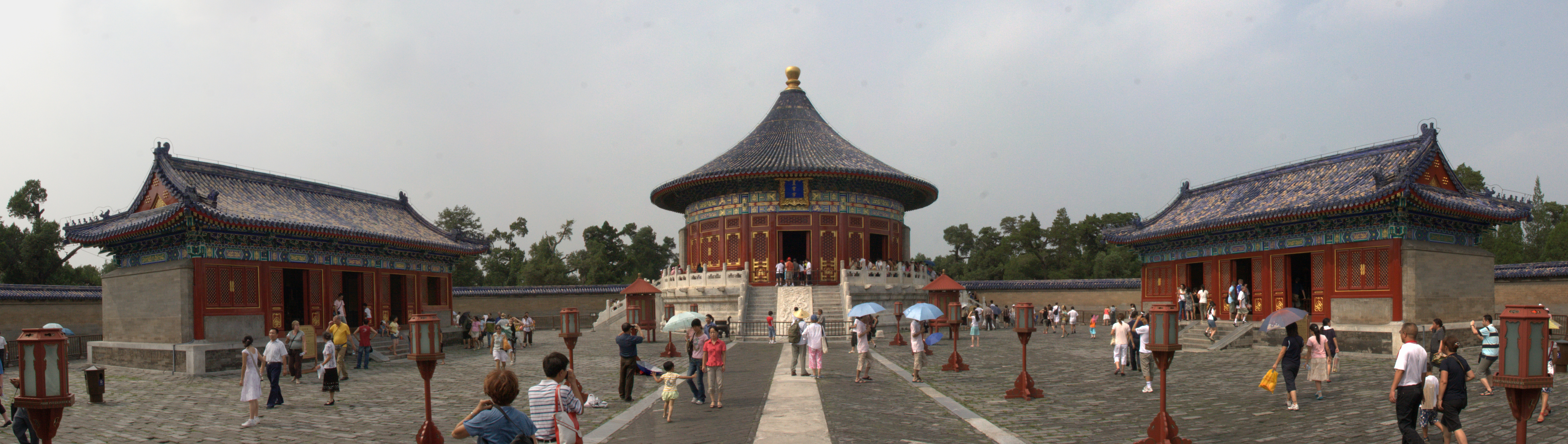
Síň Císařské krypty nebes